# Gontran à la recherche d'une profession
Pour plus de détails, voir Fiche technique et Distribution.
Gontran à la recherche d'une profession est un film muet français réalisé par Lucien Nonguet, sorti en 1911.

## Fiche technique
- Titre original : Gontran à la recherche d'une profession
- Titre anglophone (Royaume-Uni) : Gontran and his Professions
- Réalisation Lucien Nonguet
- Scénario :
- Producteur :
- Société de production : Pathé Frères
- Société de distribution : Pathé Frères (France), Éclair Film (Royaume-Uni)
- Pays d'origine :  France
- Langue : film muet avec les intertitres en français
- Format : Noir et blanc — 35 mm — 1,33:1 — Muet
- Genre : Comédie
- Durée : 6 minutes
- Métrage :
- Dates de sortie : 
  - France : 1911

## Distribution
- René Gréhan : Gontran